# Calton, Staffordshire
Calton är en by i civil parish Waterhouses, i distriktet Staffordshire Moorlands, i grevskapet Staffordshire i England. Byn är belägen 16 km från Uttoxeter. Calton var en civil parish 1866–1934 när blev den en del av Waterhouses. Civil parish hade 222 invånare år 1931.